# Арановская, Наталья Иузовна
Наталья Иузовна Арановская (род. 1 февраля 1976, Лабинск, Краснодарский край) — российская самбистка и дзюдоистка, призёр чемпионатов России по самбо и дзюдо, призёр чемпионата Европы по самбо, чемпионка мира по самбо, мастер спорта России международного класса. Завершила спортивную карьеру. Почётный гражданин Лабинского городского поселения, депутат районного Совета, тренер Лабинской Детско-юношеской спортивной школы по самбо и дзюдо.

## Спортивные достижения

### Дзюдо
- Серебряный призёр молодёжного первенства мира 1994 года;
- Чемпионат России по дзюдо 1992 года — ;
- Чемпионат России по дзюдо 1993 года — ;
- Чемпионат России по дзюдо 1994 года — ;
- Чемпионат России по дзюдо 1995 года — ;
- Чемпионат России по дзюдо 1996 года — ;
- Чемпионат России по дзюдо 2000 года — ;
- Чемпионат России по дзюдо 2002 года — ;
- Чемпионат России по дзюдо 2004 года — ;
- Чемпионат России по дзюдо 2005 года — ;
- Чемпионат России по дзюдо 2007 года — .

### Самбо
- Обладательница Кубка России;
- Обладательница Кубка мира;
- Призёр этапов Кубка мира;
- Чемпионат России по самбо среди женщин 2007 года — ;
- Чемпионат России по самбо среди женщин 2008 года — ;
- Чемпионат России по самбо среди женщин 2009 года — .